# Spoorlijn 51
Spoorlijn 51 is een Belgische spoorlijn die Brugge met Blankenberge verbindt. De lijn is 14,9 km lang.

## Geschiedenis
De spoorlijn is op 16 augustus 1863 geopend door de Compagnie du Chemin de Fer de Bruges à Blankenberghe.
Voor 1906 liep deze spoorlijn langs de kust 10 km verder tot Heist, na de aanleg van de rechtstreekse lijn 51A naar Zeebrugge werd het gedeelte tussen Blankenberge en Zeebrugge opgebroken en Blankenberge een kopstation. De Kusttram rijdt nu nog steeds op de voormalige treinbaan. Tussen de Eerste Wereldoorlog en de Tweede Wereldoorlog heeft er een verbindingsboog tussen Blankenberge en Zeebrugge-West (het huidige station Zeebrugge-Vorming) gelegen.
Tussen het voormalige station Brugge en de huidige splitsing Blauwe Toren volgde lijn 51 tot 1910 een tracé langs de Gulden-Vlieslaan en de Koningin Elisabethlaan. Tot 1900 kruiste de lijn het kanaal Brugge-Oostende bij de Warandebrug, vanaf 1900 tot 1910 via de Krakelebrug en sinds 1910 via de Waggelwaterspoorbrug.

### Engelse vertakking 51/51A
De vroegere gelijkgrondse vertakking Blauwe Toren (aftakking spoorlijn 51A van spoorlijn 51) is sedert 2015 omgevormd tot een ongelijkvloerse vertakking door de bouw van een viaduct voor het spoor B (spoor richting Brugge) van de lijn 51 (Brugge - Blankenberge) over de sporen van de lijn 51A (Y Blauwe Toren - Zeebrugge). De dagcapaciteit van de sporen in dit baanvak was door de gelijkvloerse vertakking ernstig beperkt door de versnijdingen met andere treinbewegingen. Voornamelijk in het toeristische hoogseizoen zorgen de vele extra treinen van en naar Blankenberge en het continue goederenverkeer van en naar de haven van Zeebrugge voor een overbelasting van het baanvak en dit ten gevolge van de kruisende bewegingen ter hoogte van de vertakking Blauwe Toren. Door de bouw van deze Engelse vertakking kan de capaciteit van de spoorlijn onmiddellijk verhogen zonder de aanleg van nieuwe sporen. De werken hiertoe waren gestart in 2011.

## Treindiensten
De NMBS verzorgt het personenvervoer met IC, L-, Piekuur- en ICT-treinen.
| Serie       | Treinsoort            | Route                                                                                            | Bijzonderheden |
| ----------- | --------------------- | ------------------------------------------------------------------------------------------------ | --- |
| IC 03       | Intercity (NMBS)      | Genk – Leuven – Brussel-Zuid – Gent-Sint-Pieters – Brugge – Blankenberge                         | |
| IC 23A      | Intercity (NMBS)      | Brussels Airport-Zaventem – Brussel-Zuid – Gent-Sint-Pieters – Brugge – Knokke                   | |
| L 550       | L-trein (NMBS)        | Mechelen – Dendermonde – Gent-Sint-Pieters – Brugge – [ Zeebrugge-Strand ] / [ Zeebrugge-Dorp ]  | Rijdt in het weekend tussen Zeebrugge-Strand - Gent-Sint-Pieters. Rijdt enkel in juli en augustus in de week tussen Zeebrugge-Strand - Mechelen. |
| ICT 6600    | Toeristentrein (NMBS) | Brugge – Knokke                                                                                  | Rijdt alleen in het weekend. |
| ICT 6700    | Toeristentrein (NMBS) | Charleroi-Centraal – Bergen – Doornik – Moeskroen – Brugge – Blankenberge                        | Rijdt in juli en augustus. |
| ICT 6705    | Toeristentrein (NMBS) | Antwerpen-Centraal – Gent-Sint-Pieters – Brugge – Blankenberge                                   | Rijdt in juli en augustus. |
| ICT 6710    | Toeristentrein (NMBS) | [ Neerpelt – ] / [ Turnhout – ] Herentals – Mechelen – Gent-Sint-Pieters – Brugge – Blankenberge | Rijdt in juli en augustus. |
| P 7055/8055 | Piekuurtrein (NMBS)   | Zeebrugge-Dorp – Brugge                                                                          | 1× in de ochtend. 2× in de avond. Rijdt alleen op werkdagen. Rijdt niet in juli en augustus.                                                     |
| P 7060/8060 | Piekuurtrein (NMBS)   | Knokke – Brugge                                                                                  | Rijdt alleen op werkdagen. |

## Aansluitingen
In de volgende plaatsen is of was er een aansluiting op de volgende spoorlijnen:
Brugge
Spoorlijn 50A tussen Brussel-Zuid en Oostende
Spoorlijn 50D tussen Gent-Sint-Pieters en Brugge
Spoorlijn 58 tussen Y Oost Δ Ledeberg en Brugge
Spoorlijn 66 tussen Brugge en Kortrijk
Brugge-Dijk
Spoorlijn 201 tussen Brugge-Dijk en Brugge-Zeehaven
Y Blauwe Toren
Spoorlijn 51A tussen Y Blauwe Toren en Zeebrugge-Strand

## Galerij

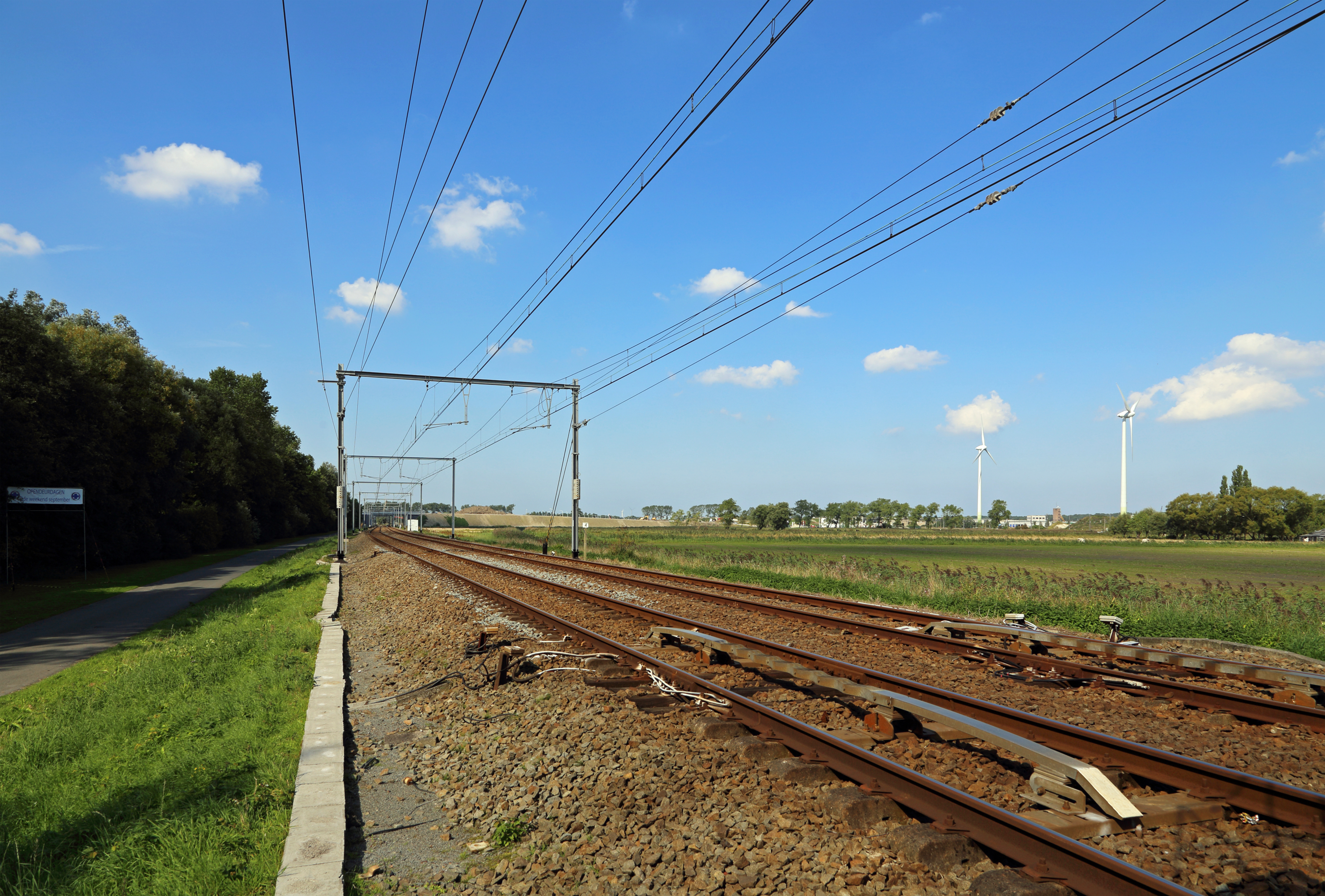
Spoorlijn 51 nabij de Blauwe Toren (Brugge). In de verte: de brug van de autoweg A11.
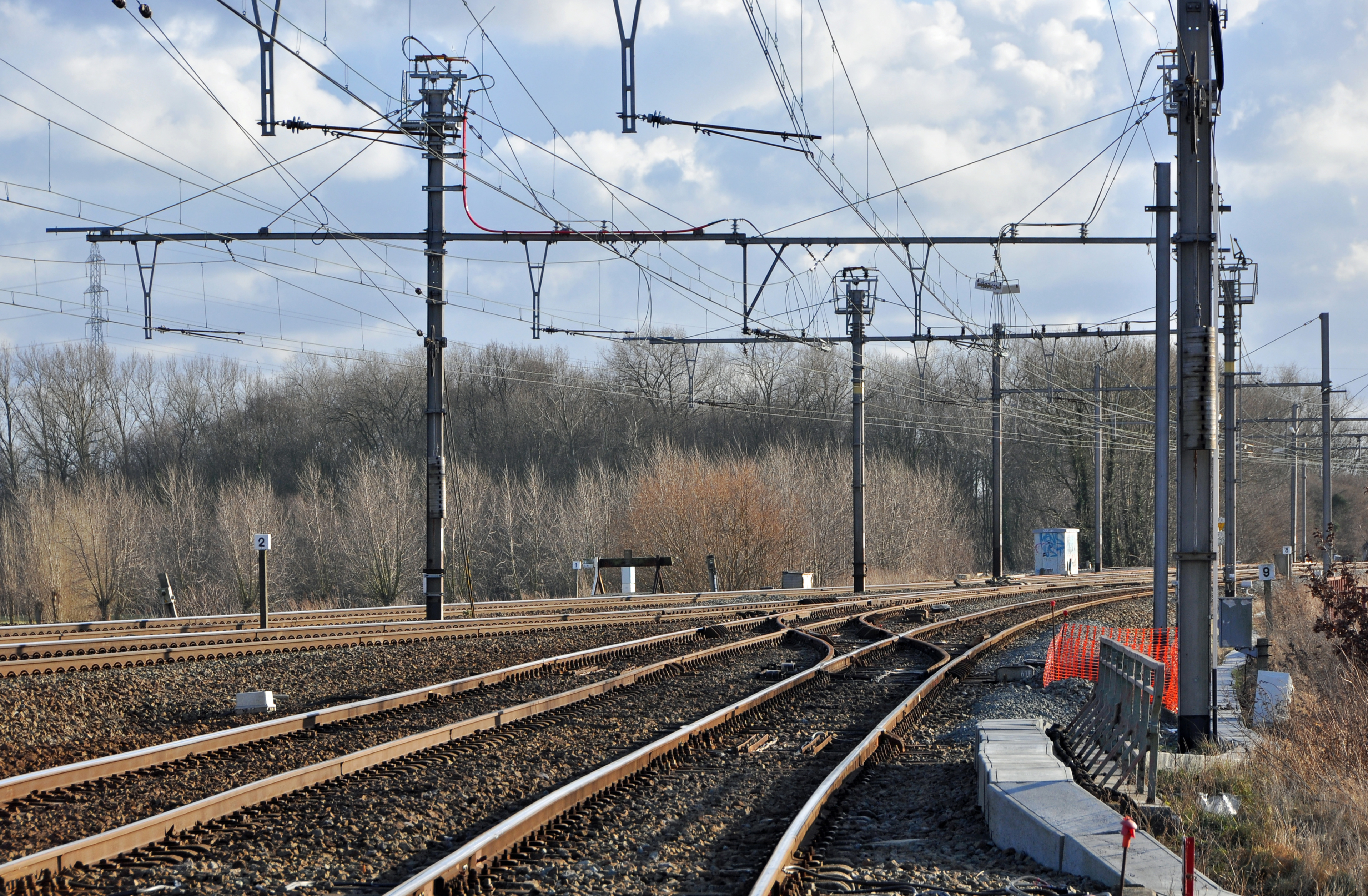
Spoorvertakking 'Blauwe Toren' vóór de aanleg van de Engelse vertakking. Links lijn 51A, op de voorgrond de twee sporen van lijn 51.
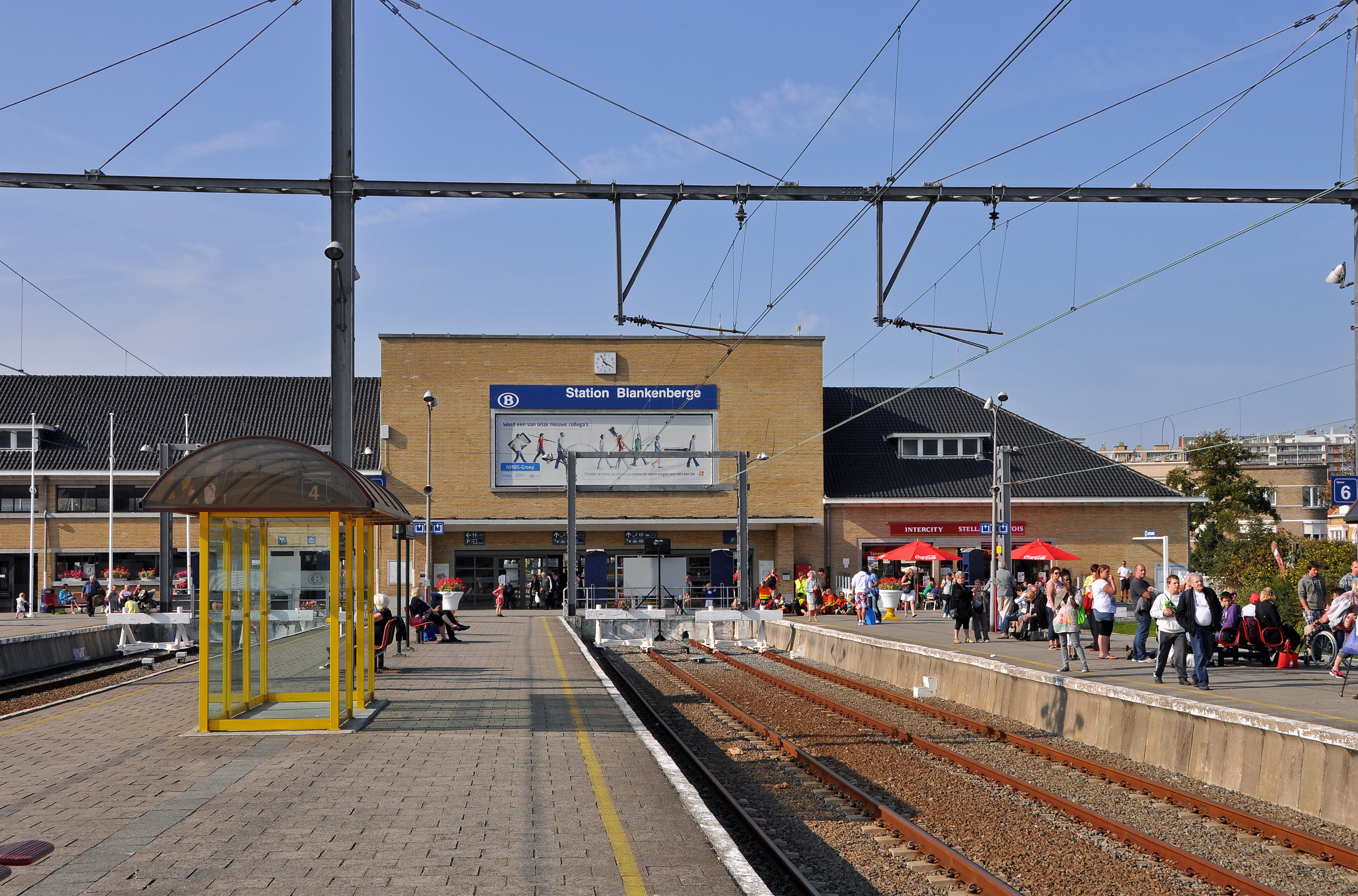
Het treinstation van Blankenberge (stationsgebouw uit 1937, gesloopt in 2013).
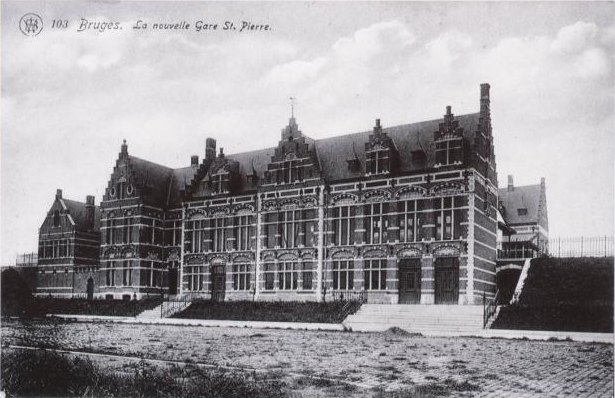
Stationsgebouw Brugge-Sint-Pieters van architect Oscar De Breuck, gebouwd 1906-1909, gesloopt 1957.
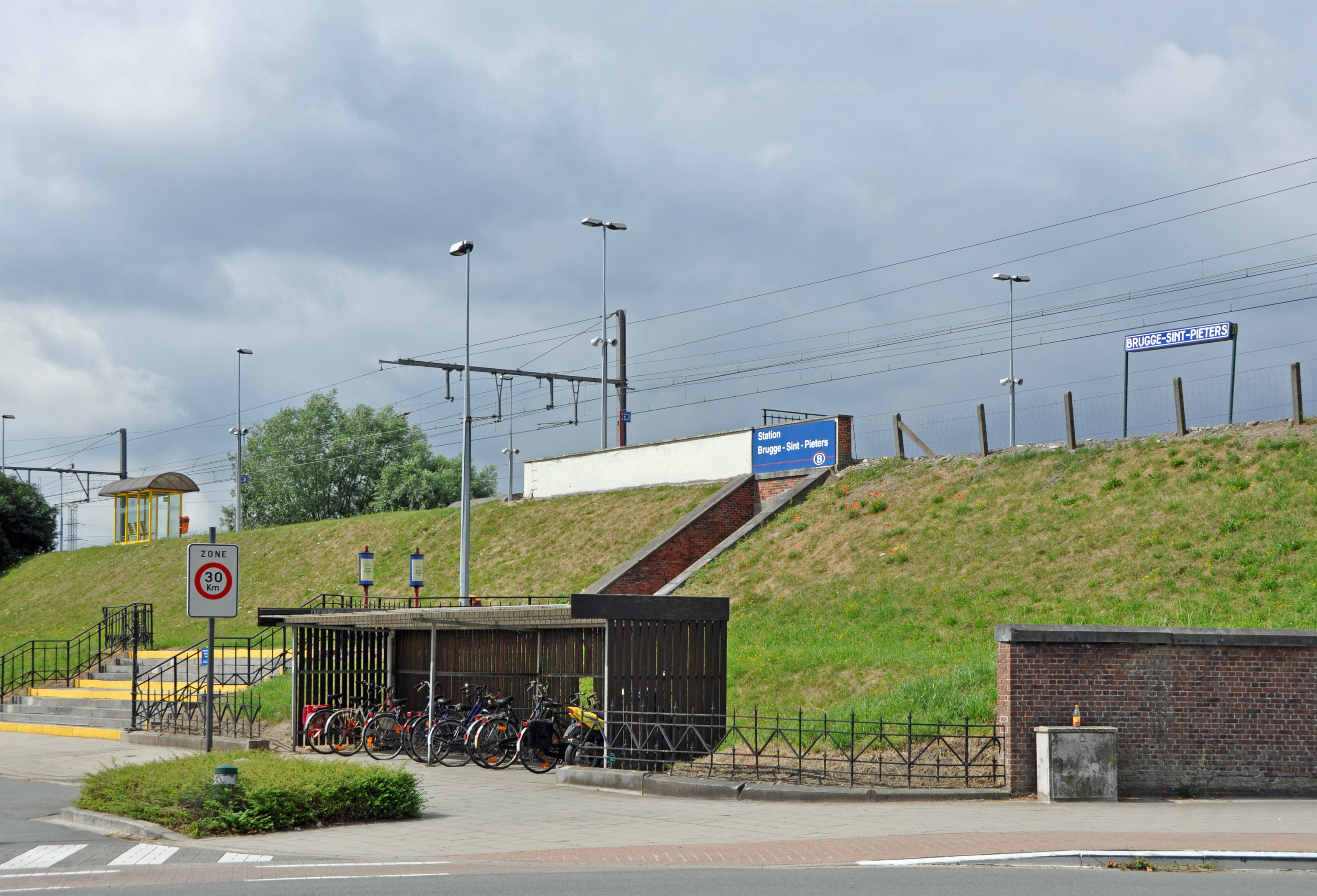
Station Brugge-Sint-Pieters, huidige toestand.
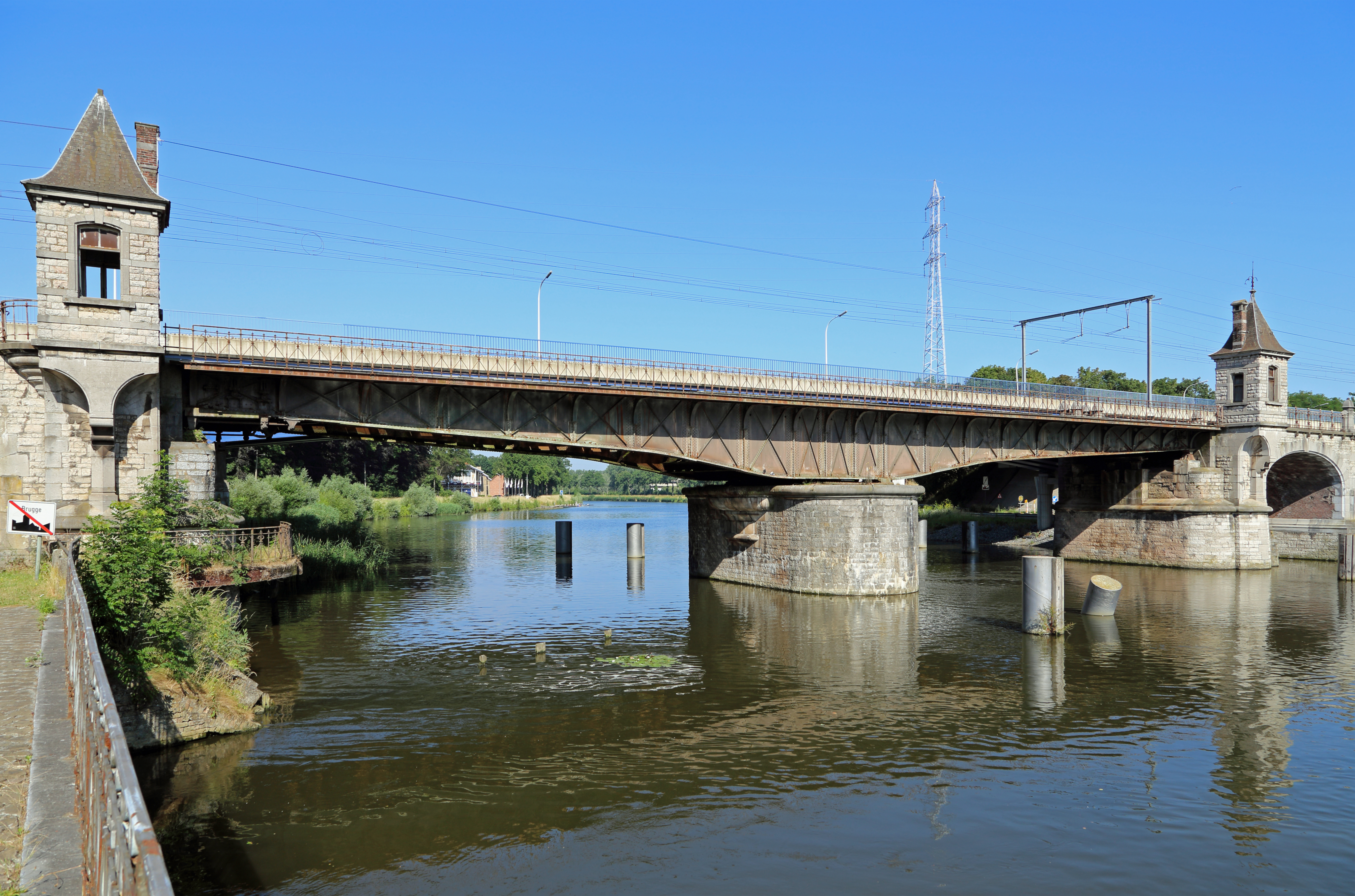
De oude spoorbrug van het Waggelwater in Brugge. In dienst 1910, vernield 1918, hersteld 1919, buiten dienst 2013.
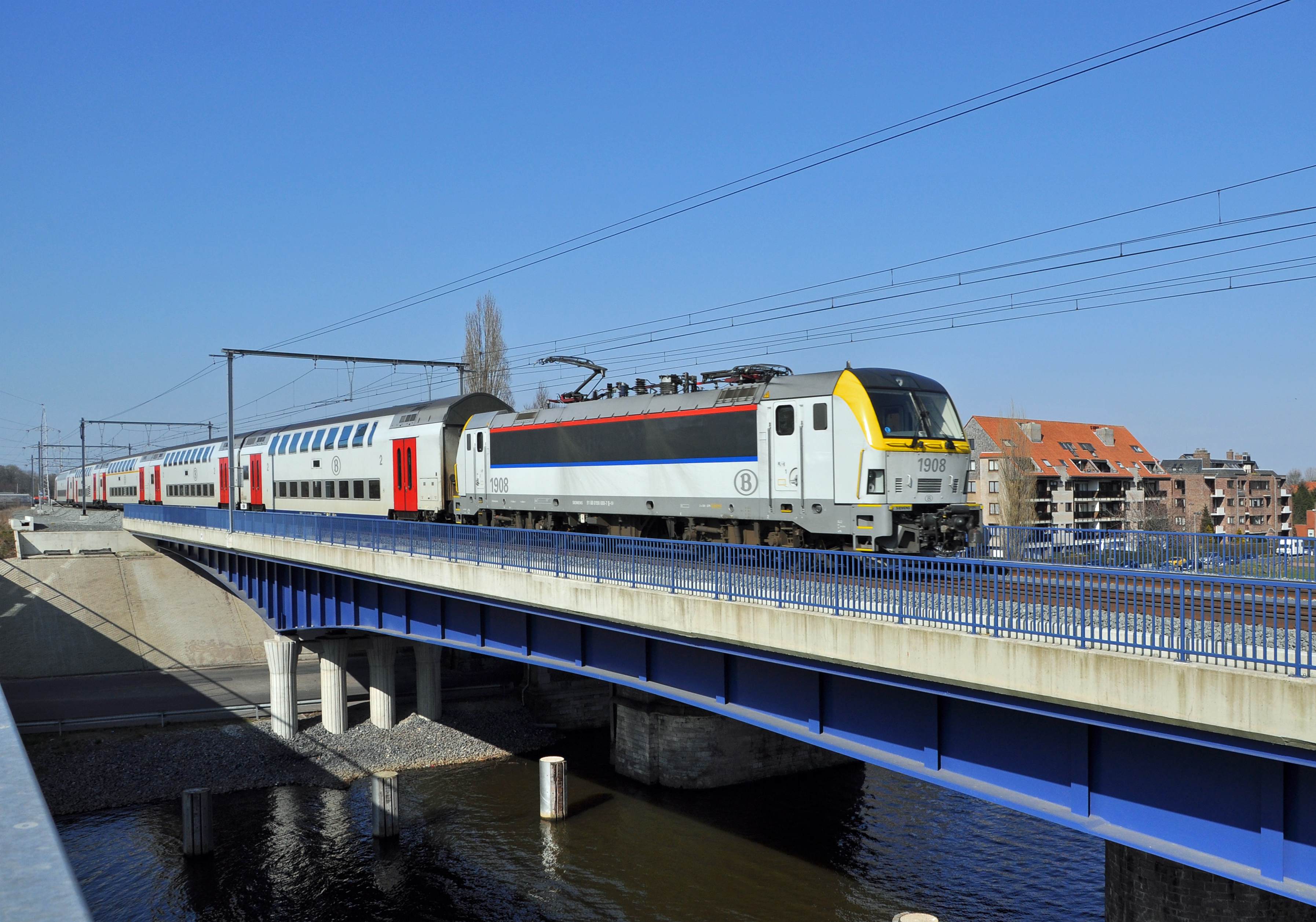
De nieuwe spoorbrug van het Waggelwater in Brugge, in gebruik vanaf 2013.
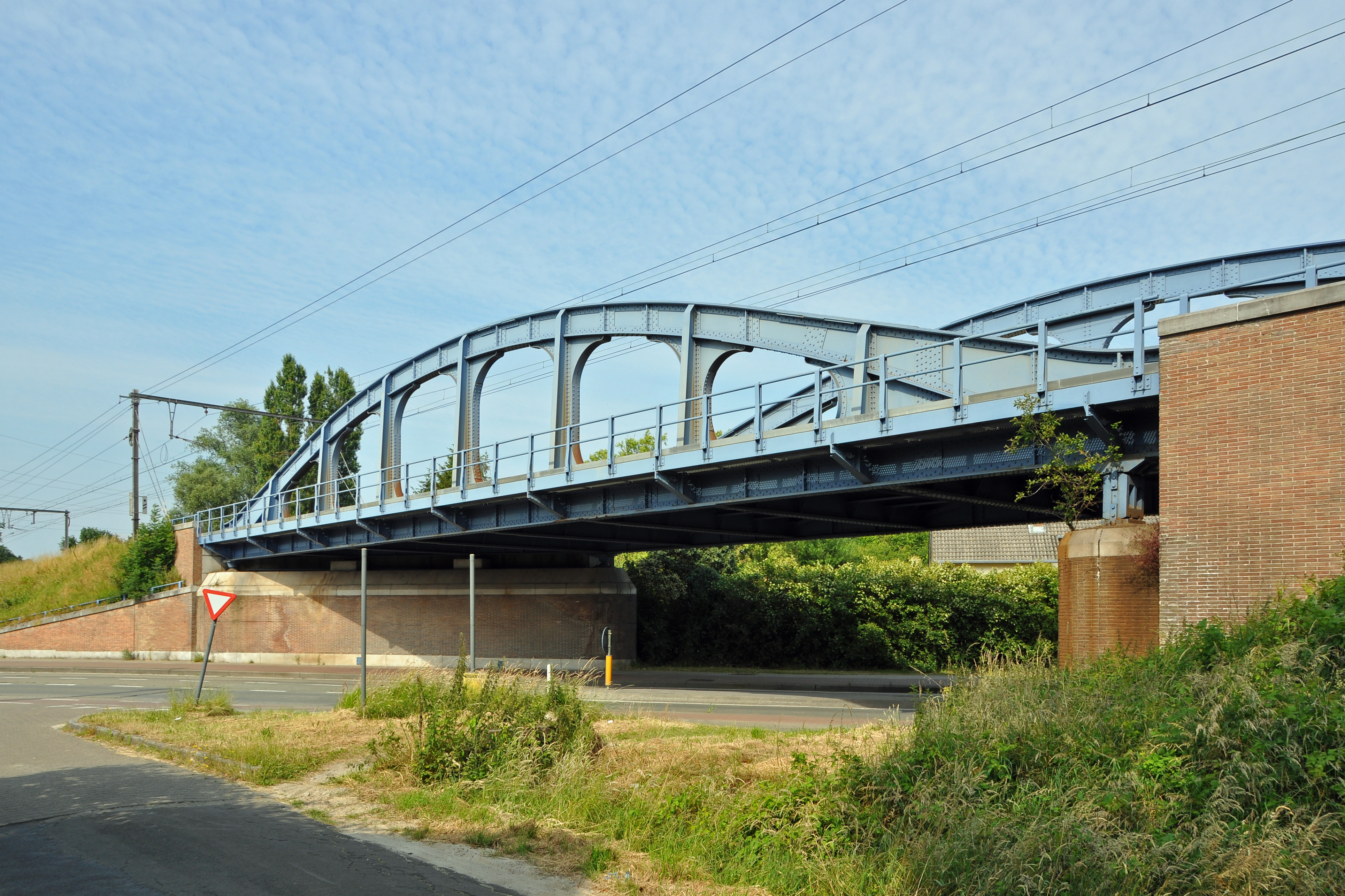
De vroegere spoorbrug over de Blankenbergse Steenweg in Sint-Pieters (Brugge), nu vervangen door een nieuwe brug.